# 노리치의 줄리안
노리치의 줄리안(혹은 줄리아나)는 1342년에 태어나 1416년 이후 사망한 것으로 추정되는 중세 영국의 여성 은수자이다. 그녀가 쓴 <신성한 사랑의 계시(Revelations of Divine Love)는 잉글랜드 언어로 여성에 의해 쓰여진 저서들 중 전해 내려오는 가장 오래된 책으로 알려져 있다.
상업적으로 중요한 곳이자 종교적으로 생동감이 넘쳤던 잉글랜드의 노리치에서 평생 산 그녀는 1348년부터 1350년까지 잉글랜드를 강타한 흑사병의 처참함을 지켜보았고, 1381년에 잉글랜드 전역에 영향을 미친 농민의 난 그리고 롤라드파의 억압 과정을 목도한 것으로 알려져 있다. 1373년 5월 서른살의 나이로 중병에 걸려 생사가 오가는 상태에서 침대에 누워 있을 때 예수의 십자가형의 환영과 같은 일련의 종교적 환각을 경험했다고 한다. 병에서 회복한 뒤 줄리안은 자신의 경험을 두 개의 원고로 집필했는데, 하나는 회복 직후 바로 쓴 짧은 원고이고, 또 다른 하나는 그보다 여러 해 뒤에 보다 길게 쓴 원고이다.
줄리안은 노리치에 있는 세인트 줄리안 교회(St Julian's Church)에 딸린 자기 방에서 거의 평생을 보내며 은둔자로 지냈다. 그녀의 생애에 대해서는 거의 알려진 바가 없으나 그녀가 썼다고 여겨지는 두 개의 원고와 그녀 앞으로 쓰여진 4개의 유언장이 현재까지 남아 있으며, 저명한 신비주의자 마저리 켐프(Margery Kempe)의 일화 중에도 자신이 받은 계시에 대해 자문을 구하려고 줄리안을 방문해 조언을 들었다는 이야기가 전해지고 있어서 실존 인물로 받아들여지고 있다.
줄리안의 실제 이름이나 가족에 대해서는 알려진 바가 없고, 그녀가 어떤 교육을 받았고 은수자가 되기 전에 어떤 삶을 살았는지 확실한 정보는 아무것도 없다. 익명으로 글을 쓰는 것을 좋아했고, 세상으로부터도 스스로를 고립시키기를 원했음에도 줄리안은 살아생전 영향력이 있었던 것으로 보인다. 그녀가 쓴 원고들은 여성 필경사들에 의해 내용이 옮겨져 브리지트도회(Bridgettines)와 베네딕도회 수녀들의 완벽한 보전으로 지금껏 전해내려온다. 종교개혁 이후 오랫동안 출판이 금지되었으나, 그 원고들 중 긴 것은 1670년에 처음으로 베네딕도회의 세레누스 드 크레시(Serenus de Cressy) 수도사를 통해 <에드워드 3세의 통치 기간 중 노리치에 살았던, 우리 주 그리스도의 독실한 종이자 노리치의 은수자였던 마더 줄리아나에게 현시된 16번째 신성한 사랑의 계시(XVI Revelations of Divine Love, shewed to a devout servant of Our Lord, called Mother Juliana, an Anchorete of Norwich: Who lived in the Dayes of King Edward the Third)>라는 제목으로 출판되었다. 그 책은 1843년에 조지 하그리브즈 파커(George Hargreaves Parker)에 의해 다시 발간되었고, 1864년에는 J. T. 해커(J. T. Hecker)에 의해 근대적인 형태로 다시 출판되었다. 1901년 그레이스 워랙(Grace Warrack)이 대영박물관에 있던 그 원고에 주석을 달아 다시 출판하면서 줄리안의 책이 세상의 빛을 다시 보게 되었다. 그 때 이후 줄리안의 책은 <신성한 사랑의 계시> 혹은 조금씩 변형된 다른 제목으로 여러 나라 언어로 번역되어 세상에 나왔다. 줄리안은 오늘날 기독교의 중요한 신비주의자이자 이론가로 여겨지고 있다.

## 배경

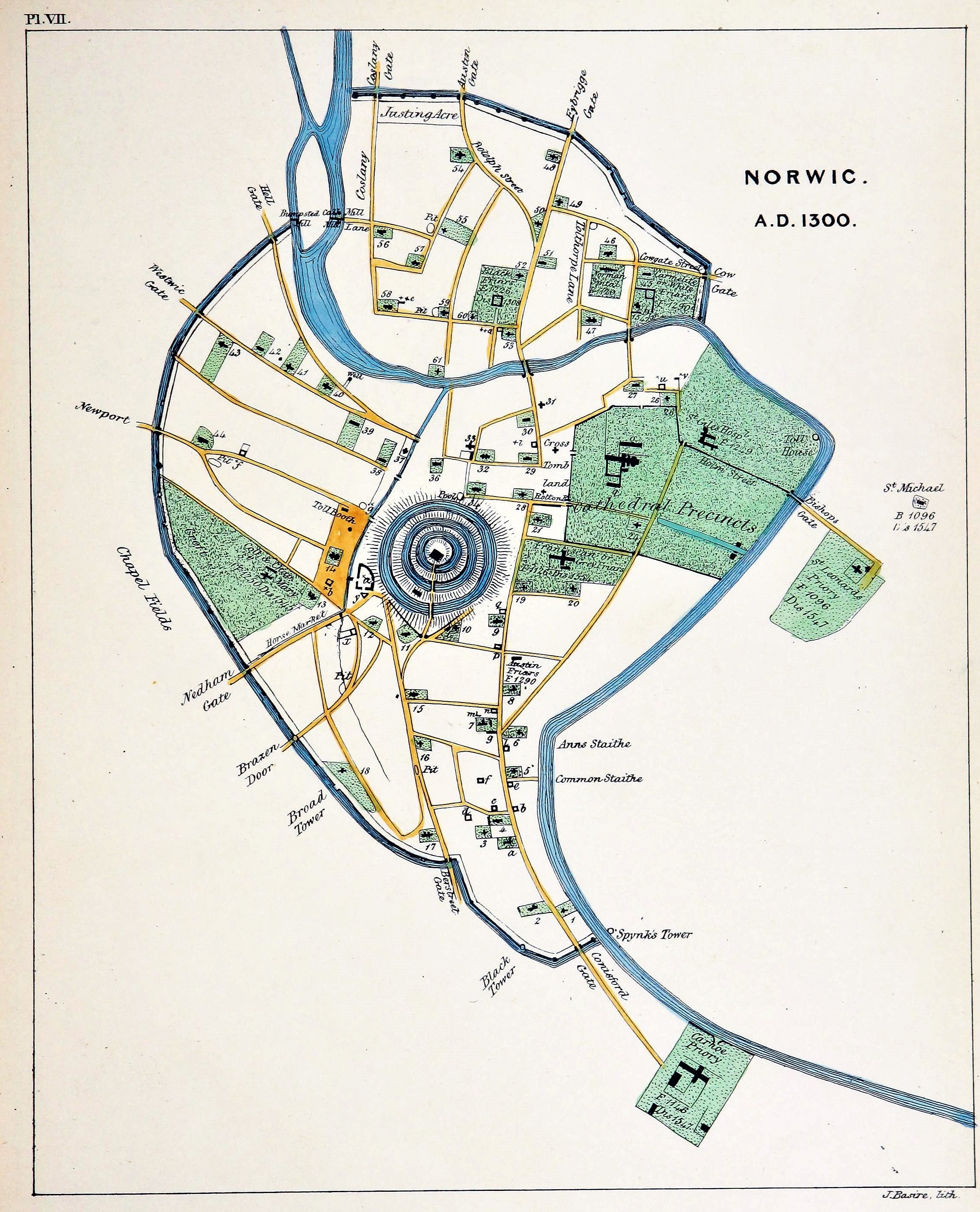
1847년에 사무엘 우드와드(Samuel Woodward)가 제작한 1300년경 노리치 지도. '7'이라는 표지를 달고 이나사스타(Anns Staithe) 서쪽에 세인트 줄리안 교회(St. Julian's Church)를 찾아볼 수 있다.

줄리안은 평생 잉글랜드의 노리치에서 살았던 것으로 추정된다. 노리치는 13~14세기에 잉글랜드에서 런던 다음으로 중요한 도시였고 농업과 교역의 중심지였다. 줄리안 생전에 흑사병이 노리치를 덮쳐서 인구의 반 이상을 사망하게 만들었는데 그 무서운 전염병은 1387년까지 반복해서 창궐했다. 1381년 농민의 난이 발발하여 제프리 릿스터(Geoffrey Litster)가 이끄는 혁명 세력이 도시 전체를 압도해버렸을 때도 줄리안은 노리치에 있었다. 농민군이 노스월셤 전투에서 패배한 뒤에 제프리 릿스터는 헨리 르 디스펜서에 의해 처형되었다. 당시 노리치의 주교이자 잉글랜드의 귀족이었던 헨리 르 디스펜서는 카톨릭 교회의 개혁을 주창한 롤라드파에 강력하게 반대한 인물이다. 많은 롤라드파 사람들이 노리치 외곽 가까이에 파놓은 '롤라드 구덩이(Lollard's Pit)'에서 화형에 처해졌다.
당시 유럽에서 가장 종교적인 도시 중 하나였던 노르위치에는 대성당과 수도원과 여러 교회와 은수자들의 독방이 있었다. 그러한 도시의 풍경은 시민들의 생활에 지대한 영향을 미쳤다. 노리치의 동쪽에는 1096년에 지어진 노리치 대성당과 베네딕도회에서 운영하는 사도 바울로 병원(the Benedictine Hospital of St. Paul)이 있었을 뿐 아니라 가르멜회 수도원, 세인트 자일 병원(St. Giles' Hospital), 프란치스코회 수도원(the Greyfriars monastery) 등이 있었다. 노리치의 남쪽으로는 도시 성벽 바로 밖의 캐로우(Carrow)에 작은 수도원이 있었는데, 그 수도원은 노리치에 있는 세인트 줄리안 교회, 올 세인츠 팀버힐(All Saints Timberhill) 교회, 세인트 에드워드 코니스포드(St. Edward Conisford) 교회, 세인트 캐서린 뉴게이트(St. Catherine Newgate) 교회 같은 수도원 소유의 부동산을 임대해서 그 소득으로 운영되었다. 그 중 현재까지 남아 있는 것은 세인트 줄리안 교회 뿐이다. 이 교회들에는 하나같이 은수자의 방이 있었다. 그 방들은 수도원의 명성을 높이는 기능을 하며 사회 전역에서 유산과 기부를 끌어모았다.

### 세인트 줄리안 교회
현재 노리치 시내 남쪽의 킹 스트리트에 위치해 있으며 지금도 정기적으로 미사를 열고 있는 세인트 줄리안 교회와 줄리안은 서로 관련성이 있다. 노르망디가의 잉글랜드 점령 후 노리치에는 58개의 사목구 교회가 세워졌는데, 세인트 줄리안 교회는 그 중 현재까지 남아 있는 31개 중 하나로, 초기 원탑형 교회의 모습을 하고 있다.
중세에 노리치에는 22개의 종교적인 가문이 있었다. 도시 성곽 내에만 63개의 교회가 있었고 그 중 36개의 교회에 은수자가 한 명씩 있었다. 1312년부터 줄리안이 은수자로서 출현한 1370년대까지는 노리치에 은수자가 한 명도 없었다. 세인트 줄리안 교회에 은수자의 방이 언제 만들어졌는지는 문헌으로 기록된 바가 없다. 하지만 1530년대에 있었던 '수도원 해체(the Dissolution of the Monasteries)'까지는 여러 은수자들이 그 방을 사용한 것으로 알려져 있다. 그 중 몇 명이 줄리안이라는 이름을 갖고 있었다고 알려져 있다. 이후 그 은수자의 방은 전면 철거되었고, 칸막이와 조각상들도 전부 제거되었다. 1581년까지 세인트 줄리안 교회에는 교구목사가 임명되지 않았다고 한다.
1845년 경 세인트 줄리안 교회는 동쪽 벽이 무너져내리는 바람에 보수 공사가 절실해졌다. 기금 모금이 시행되어 가차없는 보수 공사에 들어갔고, 20세기에 와서 다시 보수 공사가 진행되었으나 1942년 2차 세계대전에서 노리치 폭격이 있을 때 많은 부분이 파괴되었다. 그 해 6월에는 교회 타워가 정통으로 폭격을 맞기도 했다. 전쟁이 끝난 후 교회를 재건하기 위해 기금이 다시 모금되었고, 현재 대부분이 복원되어 있다. 하지만 타워는 전부다 높이가 낮아졌고, 은수자의 방이었던 자리에는 부속 조배실이 만들어졌다.

## 생애

### 기록된 정보

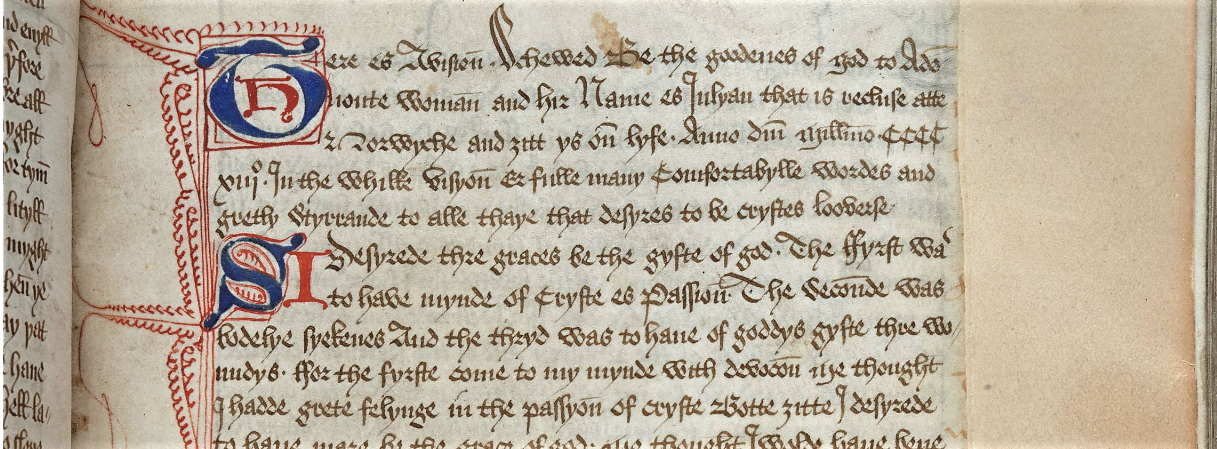
15세기 초 짧은 텍스트 "Here es a vision schewed be the goodenes of god to a devoute woman and hir name es Julyan that is recluse atte Norwyche and zitt ys on lyfe anno domini millesimo ccccxiii" (대영박물관, Add MS 37790).

최소한 1390년대부터 은수자였던 것으로 추정되는 줄리안은 특이하게도 중세의 신비주의자들을 위해 자신이 본 환영을 기록했다. 그녀가 경험한 환영의 수준과 그녀의 문학적 성취로 인해 줄리안은 당대 잉글랜드가 배출한 가장 위대한 신비주의자라고 칭송되고 있다. 하지만 그녀의 생애에 대해서는 안타깝게도 알려진 게 거의 없다. 출처를 갖고 그녀에 대해 조금이라도 말해주는 자료는 그녀의 책 <성스러운 사랑의 계시>에서 그녀 자신이 계시를 보게 된 상황에 대해 언급한 내용 뿐이다. 그 중 지금까지 전해내려 오는 것은 15세기에 필사된 것과 종교개혁 이후에 더 길게 필사된 몇 개의 원고들이다. 1470년대에 필경사에 의해 기록된, 줄리안의 '짧은 텍스트' 중 가장 오래된 필사본으로 전해내려오는 것을 보면 그것을 쓴 작가가 줄리안이라고 되어 있다.

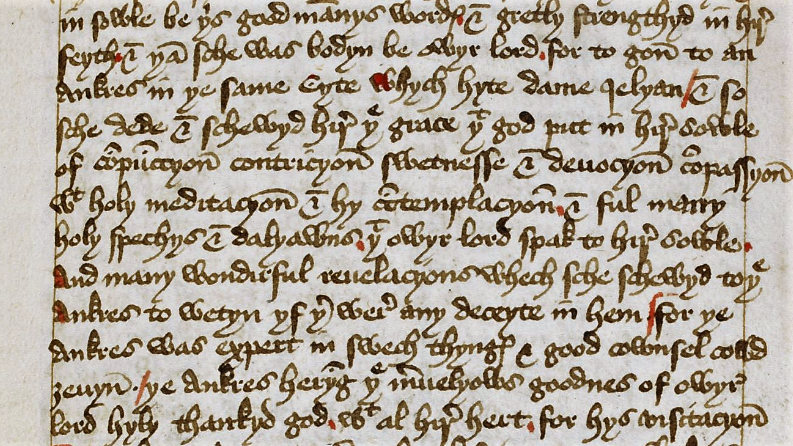
신비주의자 마저리 켐프가 필경사에게 구술한 것을 받아적은 필사본의 일부(1440년 경). 그 필사본에는 켐프가 "데임 줄리안"을 방문했음이 언급되어 있다.(대영박물관)

노리치에 사는 줄리안이라는 이름의 은둔자를 언급하고 있는 가장 오래된 문헌은 1394년에 만들어진 유언장이다.
줄리안을 언급하는 유언장은 총 4개가 있는데, 4개 모두 노폭주에 거주한 사람들이 작성한 것이다. 노리치에 있던 세인트 마이클 코슬라니(St Michael Coslany)의 교구목사였던 로저 리드(Roger Reed)가 1393년 혹은 1394년 3월 20일에 유언장을 작성하면서 12실링을 "은수자 줄리안"에게 지불하라고 유언한 것이 줄리안의 존재를 기록한 가장 오래된 자료로 알려져 있다. 노폭주의 에일셤(Aylsham) 마을 출신의 예배당 사제 토마스 에드문드(Thomas Edmund) 역시 1404년 5월 19일 작성한 자신의 유언장에 명시하기를 "코니스포드(Conisford)의 세인트 줄리안 교회의 은수자 줄리안에게" 12페니를 주고 "그녀와 함께 지내는 사라(Sarah)"에게 8페니를 주라고 했다. 노리치의 존 플럼턴(John Plumpton)이라는 남자는 "코니스포드의 세인트 줄리안 교회의 여성 은둔자"에게 40페니를 주고, "그녀의 하녀와 그녀의 예전 하녀 앨리스(Alice)에게" 각각 1실링씩을 주라고 1415년 11월 24일자로 서명한 유언장에서 유언을 남겼다. 줄리안을 유언장에 언급한 또 다른 한 사람은 서퍽주의 두번째 백작 윌리엄 드 우퍼드(William de Ufford)의 둘째 부인 이사벨(Isabelle)이다. 그녀는 "노리치의 줄리안이라는 은수자"에게 20실링을 주라고 1416년 9월 26일에 유언했다. 이름을 밝히지 않은 채로 세인트 줄리안 교회의 은수자에게 지급하라고 유언을 한, 1429년에 작성된 또 다른 유언장도 있다. 그것을 보면 줄리안이 1429년까지 살아 있었을 가능성이 높다.
당시 지역사회에서 영적 권위를 갖고 있는 사람이었던 줄리안은 지역 주민들을 위해 상담과 조언을 해주었던 것 같다. 줄리안이 70대였던 1414년 경, 잉글랜드의 저명한 신비주의자 마저리 켐프(Margery Kempe)가 그녀를 방문했다. 영어로 쓰인 최초의 자서전으로 알려져 있는 켐프의 책에는 그녀가 영적 조언을 얻으려고 노리치를 찾아가 줄리안을 만났다고 쓰여 있다. 켐프는 그 책에서 "데임 줄리안은 신이 그녀의 영혼에 담은 품위 즉, 양심의 가책, 회개, 다정함과 헌신, 성스러운 명상과 사색으로부터 온 연민을 내게 보여주었다. 그녀는 훌륭한 상담가가 해줄 수 있는 모든 조언을 내게 제공했다"고 말했다. 하지만 다른 영적 저술가들의 저작을 잘 알고 있고 그것들을 자신의 책에서 자주 언급했던 켐프는 줄리안을 작가로 언급한 적은 없다.

### 환영
이미 은수자가 된 뒤에 서른살의 나이에 줄리안이 썼다는 <신성한 사랑의 계시>를 보면, 줄리안은 당시 병이 들어 심각하게 아팠고, 1373년 5월 8일에는 목사보 한 명이 그녀의 죽음을 준비하면서 마지막 카톨릭 의식을 시행했다고 쓰여 있다. 그녀가 누워 있는 침대 발 아래 쪽에서 목사보가 십자가를 들고 서 있었는데, 갑자기 시력을 잃은 줄리안의 사지가 마비되어오기 시작했다. 십자가 쪽을 쳐다보고 있던 줄리안은 불현듯 예수의 형상을 보았고 그가 거기서 피흘리는 것을 보았다. 이후 몇 시간 동안 줄리안은 연달아 15번에 걸쳐 예수의 환영을 보았고, 다음날 밤에는 16번째의 환영을 보았다.
그 주 5월 13일에 줄리안은 병에서 완전히 회복되어 곧바로 자신이 본 것들에 대해 기록을 남기기 시작했다.   그녀가 쓴 원고는 더 이상 존재하지 않지만, 사본이 하나 전해지고 있는데 그것이 현재 줄리안의 '짧은 텍스트(Short Text)'라고 불리는 것이다. 그로부터 20~30년 뒤, 1390년대 초로 추정되는 때에 줄리안은 자신의 환영의 의미에 대해 신학적 탐구를 시작했다. 그것이 지금 줄리안의 '긴 텍스트(Long Text)'라고 사람들이 부르는 원고다. 86개의 쳅터로 구성된 6만 3천 5백자의 그 텍스트는 1410년대 혹은 1420년대에 완성되기까지 여러 차례 수정되었던 것으로 추정된다.
200년 동안 잉글랜드에서 벌어진 계시들 중에서 줄리안이 본 것과 같은 것은 없었기 때문에 이후 줄리안은 중세 신비주의자들 중에서 독보적인 자리를 차지하게 되었다. 환영을 본 뒤 곧바로 친모와 몇몇 사람들이 그녀를 방문했다고 기록되어 있는데, 교회에서 지내는 은수자들은 규칙상 외부인들과 접촉할 수 없었기 때문에, 그녀가 환영을 보았을 때 줄리안은 은수자가 아니라 평신도로서 자기 집에 있다가 계시를 받은 것일 수 있다는 해석도 그래서 나오고 있다.

### 개인적 삶
줄리안은 '짧은 텍스트'에 자신의 성별을 밝혔고 약간의 자전적 사항들을 담아냈다. 하지만 나중에 더 '긴 텍스트'를 쓸 때는 그러지 않았다. 역사학자들은 그녀의 진짜 이름이 무엇인지조차 알아내지 못하고 있는데, 그녀가 은수자로 지냈던 세인트 줄리안 교회의 이름을 따서 사람들이 일반적으로 그녀를 그렇게 부르게 된 데서 유래된 이름이지 않을까 생각하고 있다. 하지만 줄리안은 중세 시대에 소녀의 이름으로 쓰였던 이름이기는 하다. 그 자체로 그녀의 세례명이 채택된 것일 수도 있다.
줄리안이 남긴 원고들을 보면, 줄리안은 1343년에 태어났고 1416년 이후에 세상을 뜬 것으로 추정된다. 노리치에 흑사병이 출몰했을 때 그녀 나이 고작 6살이었고, 당시 도시 인구의 1/3이 그 전염병으로 모두 사망했다. 캐로우 수녀원(Carrow Abbey)의 베네딕토회 수녀로서 교육을 받았다고 추정되기도 하는데, 그녀가 어렸을 때 그곳은 당대 소녀들이 입학하는 학교이기도 했다. 하지만 종교적인 지역사회 출신들 중에서만 은수자를 뽑지는 않았다. 어떤 학자들은 줄리안이 실제로 수녀가 되었을 가능성은 희박하다고 주장하기도 한다. 살아생전 줄리안이 캐로우 수녀원에서 수녀로 지냈다는 문헌 기록은 사실 어디에도 없다. 자신을 방문한 모친이 자기 침대 맡에 함께 있었다고 기록한 것으로 미루어 짐작하건데, 줄리안이 환영을 보았을 때 자기 집에 거주해 있었을 것이라고 말하는 학자들도 있다.
영국인명사전에 줄리안에 대해 글을 쓴 산타 바타차르지(Santha Bhattacharji) 같은 해설가들은 줄리안이 신의 모성적 측면에 대해 얘기한 것은 자기 아이들을 직접 길러본 경험이 바탕이 된 것이라고 말하기도 한다. 혹자는 흑사병이 겉잡을 수 없게 퍼졌을 때 줄리안이 자신의 가족을 잃었을 수 있다고 추측한다. 당시 흑사병에서 살아남은 노리치 주민들로부터 격리되느라고 은수자가 된 것일 수도 있다고 말하는 사람도 있다. 하지만 그녀의 원고들에는 당시 노리치에서 일어난 흑사병이나 종교적 갈등 혹은 시민 반란 같은 것을 암시하는 그 어떤 말도 적혀 있지 않다. 케네스 리치(Kenneth Leach)와 베네틱타 와드 SLG 수녀(Sister Benedicta Ward SLG)가 공저로 1988년에 출판한 <다시 보는 줄리안(Julian Reconsidered)>를 보면, 줄리안은 아이를 가진 젊은 미망인이었고, 수녀였던 적은 없다고 쓰여 있다. 두 저자는 줄리안이 평생 무슨 일을 했는지에 대해 참조할 만한 것이 거의 없고, 그녀를 캐로우 수녀원과 연관시킬 수 있는 문헌 자료도 부재하다는 점을 들어 그렇게 말한다. 줄리안이 캐로우 수녀원과 관련이 있다면 그것은 그녀로서 명예로운 일이었을 것이고, 세상을 떠났을 때에도 그녀는 그 수녀원 땅에 묻혔을 것이다.

### 은둔자로서의 삶

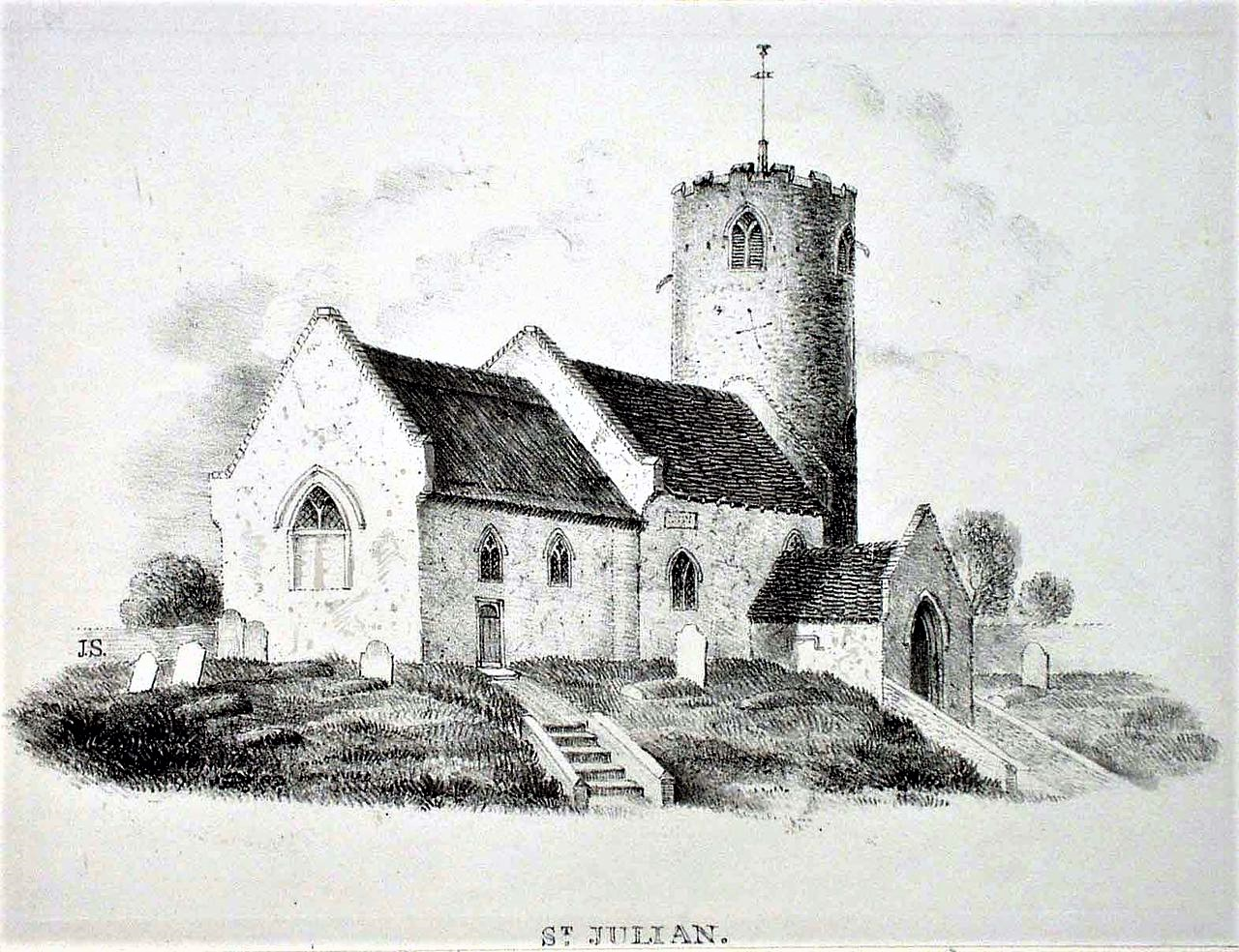
노리치의 세인트 줄리안 교회 (제임스 실레트 작, 1828). 은수자의 방은 이 삽화가 제작되기 몇 세기 전 이미 교회 내에서 철거되었고 그 자리에 부속 예배실이 지어졌다고 알려져 있으므로, 줄리안의 방은 이 교회의 다른 쪽에 위치해 있었을 것으로 여겨진다.

줄리안은 은수자로서 지역사회 내에서 중요한 역할을 담당했을 것이다. 주민의 영혼을 수호하는 노리치의 성직자들을 보조하고자 그녀는 자기 자신을 기도자로 봉헌했을 것이다. 정교한 절차를 거쳐 세인트 줄리안 교회의 은둔자로 줄리안이 선정되었을 때 교회는 노리치 주교의 참석 하에 중요한 [[전례] 예식을 거행했을 것이다. 마치 그녀의 장례식을 치르는 듯한 느낌으로 성무일도에 나오는 죽은자들을 위한 시편이 읋어지면, 줄리안은 은수자의 방으로 인도되고, 그녀가 들어가자마자 문이 봉인되어 남은 평생 그녀는 그 방에서 나오지 못했을 것이다.
고립된 삶이 시작되자마자 줄리안은 은수자를 위한 엄격한 규칙들을 따라야 했을 것이다. 당시 은수자들의 삶이 어떠했는지에 대한 중요한 정보처가 되는 2개의 문헌이 있는데, 하나는 1162년 경 잉글랜드의 수도승 앨레드 오브 리보(Ælred of Rieveaulx)가 라틴어로 집필한 <봉인된 자들의 형성(De institutione inclusarum)>이란 책이고, 또 다른 하나는 1200년 경에 중세 영어로 집필된 <은수자를 위한 안내서(Ancrene Riwle)>라는 책이다. <은수자를 위한 안내서>는 세 명의 가톨릭 자매들을 위해 특별히 쓰여진 안내서였으나, 시간이 흐르는 중에 여성 은수자 모두를 위한 매뉴얼이 되었다. 14세기에 신비주의 운동이 한창 벌어졌을 때 이전의 명성을 되찾은 그 책은 줄리안이 읽을 수 있는 번역본으로 그녀의 손에까지 쥐어졌을 수 있다. 그 책에 따르면 은수자들은 완전히 격리된 방에 고립되어 가난하게 순결을 지키며 살아야 했다. 하지만 어떤 은수자들은 나름 풍족한 삶을 살았다고도 알려져 있고, 동료 은수자들과 함께 방을 사용한 경우도 전해지고 있다.
고양이하고 단 둘이 지낸 줄리안의 대중적 이미지는 <은수자를 위한 안내서>에 적혀 있던 규칙들에 부합한다.
도회지 한 복판에서 생활한 은수자로서 줄리안은 어쩌면 완전히 격리된 생활을 하지 않았을 수도 있다. 빈민들을 위해 직접 옷을 짓는 일이 허락되었을 수도 있고, 주민들의 사랑을 받으며 부유한 집 출신 동료들의 경제적 지원을 받았을 수도 있다. 그녀는 그에 대한 보답으로 그들을 위해 기도를 해주고, 상담과 조언을 해주면서 독실한 성녀로서 기능했을 수 있다.
<캠브리지 중세 역사 전집> 중 한 권에는, 줄리안이 잉글랜드의 신비주의자 월터 힐튼(Walter Hilton)을 만났을 가능성도 있다고 쓰여 있다. 줄리안이 50대일 때 세상을 하직한 월터 힐튼이 그녀의 집필에 어느 정도 영향을 끼쳤을 수 있다는 것이다.

## 신학
노리치의 줄리안은 현재 영국에서 가장 중요한 신비주의자 중 하나로 받아들여지고 있다.
신학자 드니스 터너(Denys Turner)는 줄리안이 <신성한 사랑의 계시>를 통해 말하려고 한 핵심 사항은 "죄악의 문제"라고 해석한 바 있다. 줄리안은 그 책에서 "죄는 유용하다(behovely)"고 말하고 있는데 종종 그 말은 "죄는 필요하다, 적절하다, 혹은 어울린다"고 번역되기도 한다.
줄리안이 살았던 시대는 엄청난 혼란기였지만 그녀의 신학은 도리어 낙관적이었다. 기쁨과 연민으로 하느님의 무한한 자비와 사랑을 이야기했는데, 그녀의 책 <신성한 사랑의 계시>는 "우리 모두 신에게 사랑받고 있고 신의 섭리가 우리를 지켜주고 있다는 확신을 바탕으로 한 낙관론적 메시지"를 전하고 있다."
줄리안의 신비주의적 신학에서 가장 특징적인 것으로 꼽히는 것은 신의 사랑을 세속의 모정에 비견하고 있다는 점이다. 당시로서는 대담한 시도였는데, 사실 그러한 생각은 [[|이사야서|이사야]] 49:15에서 발견되는, 구약성서의 예언서에 종종 등장하는 주제다. 줄리안의 신학에 의하면, 하느님은 우리의 어머니이자 아버지이다. 미국의 중세학자 캐롤라인 워커 바이넘(Caroline Walker Bynum)이 지적했듯, 이러한 생각은 베르나르 드 클레르보와 여러 사람들에 의해 12세기부터 지금까지 지속적으로 발전되어온 생각이다. 어떤 학자들은 줄리안의 그 생각은 문자 그대로의 믿음이 아니라 하나의 비유일 뿐이라고 주장하기도 했다. 14번째 환영에 대해 쓸 때 줄리안은 예수 그리스도를 사랑이 넘치는 현명하고 자비로운 어머니에 비유하면서 삼위일체에 대해 기록을 남겼다. 비어(F. Beer)는 줄리안이 그리스도의 모성적 측면을 은유적으로 받아들인 게 아니라 문자 그대로 그렇게 믿었다고 주장하면서 그리스도는 어머니와 같은 게 아니라 문자 그대로 어머니라고 강조했다. 줄리안 역시 인간이 예수 그리스도와 맺는 관계에 가장 근접한 세속의 관계는 어머니와 아이 사이의 유대라고 설명함으로써 그 점을 강조했다. 줄리안은 예수 그리스도에 대해 쓸 때 임신하고 출산하고 젖을 떼고 양육하는 것과 관련된 은유를 많이 사용했다.

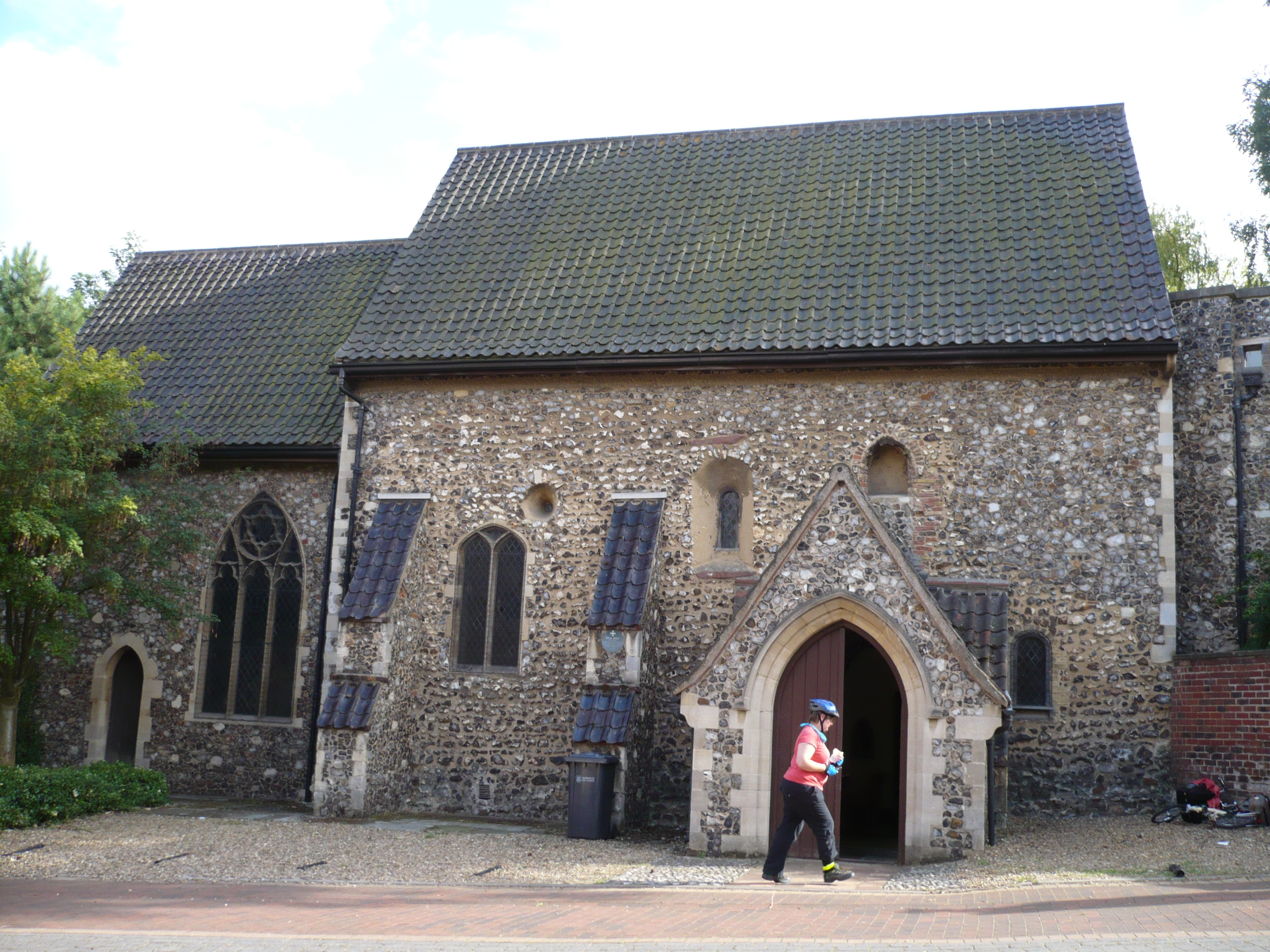
노리치의 세인트 줄리안 교회

줄리안은 책에서 "노여움은 인간들에게서만 발견된다. 노여움은 그저 심술궂음에 불과하며 평화와 사랑의 정반대일 뿐이므로, 그리스도는 우리 속에 있는 노여움을 용서하신다"라고 말했다. 또한 그녀는 하느님은 우리를 완벽한 존재로 보시며, 우리 영혼이 성숙해져서 악함과 죄가 더 이상 우리를 방해하지 않을 그 날을 기다리신다고도 썼다. 줄리안은 "하느님은 우리 자신의 영혼보다 더 우리에게 가까이 계신다"고 말하면서 "예수 그리스도는 이러한 말들로 응답하셨다. '다 잘 될 것이다. 잘 될 것이다. 온갖 것이 다 잘 될 것이다.' ... 나나 다른 그 누구를 비난하지 않고 예수 그리스도는 아주 상냥하게 내게 그렇게 말씀하셨다."고 썼다.
당시 수도원과 대학의 관계자들은 줄리안이 은수자였기 때문에 그녀의 신학에 도전하지 못했던 것 같다 당대에 그녀의 책을 언급한 문헌들이 부재하는데, 줄리안이 자신의 원고들을 자기 방에만 보관해서 종교적 권위자들이 그 존재에 대해 알지 못했는지도 모른다.
줄리안에 대해 사람들의 관심이 모이기 시작한 것은 기독교적 사색에 있어 영어를 쓰는 세계에 대해 사람들의 관심이 새로워진 것과도 관련이 있다.
사색하는 기도를 하는 사람들의 협회가 그녀의 이름을 따서 '줄리안 모임(The Julian Meetings)'이라고 협회명을 지었다. 하지만 줄리안의 신학과 연계된 것은 아니다.

## 기념 행사
줄리안은 성공회 측에서 성자로 시성된 적이 없다. 하지만 1980년 이후 사람들은 매년 5월 8일을 줄리안의 축일로 기념하고 있다. 또한 미국 성공회와 미국 복음주의 루터교회에서도 5월 8일을 그녀의 축일로 기념하고 있다.
로만 가톨릭 교회에서 줄리안을 공식적으로 시성하지 않았기 때문에 로마 순교록이나 잉글랜드 및 웨일즈 가톨릭 교회의 교회력에 줄리안의 이름이 현재까지도 등록되어 있지는 않다. 하지만 줄리안은 신의 거룩한 여성으로서 대중적으로 숭배되고 있으며, 그로 인해 종종 "성인", "시복자", "마더" 줄리안이라고까지 언급되고 있다. 로만 가톨릭 전통 안에서 줄리안의 축일은 (물론 대중적으로 기념하는 경우에 불과하지만) 5월 13일이다.
1997년 잔도메니코 무치 신부(Father Giandomenico Mucci)는 노리치의 줄리안이 교회학자로 공표되려고 대기자 명단에 올려 있다고 보고한 바 있다. 그동안 대중들의 숭배를 받은 그녀의 이력을 볼 때, 줄리안은 시성에 준하는 절차를 통해 완전히 시성되지 않고도 교황의 칙령으로 성인으로 공표될 가능성이 높다.
2010년 12월 1일 베네딕토 16세는 알현 중에 줄리안의 삶과 가르침에 대해 이야기한 바 있다. "노리치의 줄리안은 영적인 삶을 위한 핵심적인 메시지를 잘 이해했습니다. 하느님은 사랑이요, 우리가 그 사랑에 완전한 신뢰로 우리 자신을 활짝 열어서 그 사랑이 우리의 삶을 인도하는 유일한 힘이 되게 받아들일 때, 비로서 모든 것이 변형되어 진정한 평화와 기쁨이 발견되고, 우리가 그것을 만방에 전할 수 있다는 사실을 말입니다." 그러면서 교황은 이렇게 결론지었다. "'모든 것이 잘 될 것입니다'. '온갖 것이 다 잘 될 것입니다.' 이것이 노리치의 줄리안이 우리에게 전하는 마지막 메시지이며, 오늘 내가 여러분에게 전하는 말입니다."

## 유산

### 문학
로마 가톨릭교회의 교리문답서는 하느님이 우리에게 어떻게 더 큰 선을 끌어내시는지, 심지어 죄악으로부터도 어떻게 그렇게 하시는지 설명하는 데에 줄리안의 <신성한 사랑의 계시>를 인용하고 있다. 교황 베네딕토 16세는 2010년 12월 1일 대중의 알현 자리에서 자신의 교리문답을 노리치의 줄리안에게 헌사했다.
T.S.엘리엇은 1943년에 발표한 <사중주(Four Quartets)>의 4번째 시 "리틀 기딩(Little Gidding)"에 줄리안의 14번째 환영에 등장하는 "다 잘 될 것이다, 다 잘 될 것이다, 온갖 것이 다 잘 될 것이다"란 문장과 "우리의 탄원의 토대"를 빌려 쓴 바 있다. 그의 시 "리틀 기딩"은 대중에게 처음으로 줄리안의 텍스트를 알리는 역할을 했다.
영국의 시인이자 작사가인 시드니 카터(Sydney Carter)가 만들어 1982년에 발매한 노래 '다 잘 될 거야(All Shall Be Well)'('노리치의 종소리(The Bells of Norwich)'라고 불리기도 함)도 줄리안의 구절을 사용하고 있다.
줄리안의 책은 러시아어 포함 다양한 언어로 번역되어 있다.

### 노폭주와 노리치에서의 줄리안
2013년에 이스트 앵글리아 대학교는 새로 지은 연구 센터 이름을 줄리안의 이름을 따서 지었다.
노리치에서는 2013년부터 '줄리안 위크'라고 불리는 연례 기념행사를 열고 있으며, 줄리안 센터의 주최로 콘서트, 강연, 워크숍, 투어 등이 노리치 곳곳에서 열리고 있다. "노리치의 줄리안에 대해 관심이 있는 사람들을 교육시키고" 그녀를 "국제적으로 중요한 문화적, 역사적, 문학적, 영적, 종교적 인물로서 소개하는" 것을 목표로 한다고 발표한 바 있다.
노리치 기차역 가까이 리버사이드 워크와 킹 스트리트를 이으며 웬섬강을 가로지르는 레이디 줄리안 다리도 은둔자 줄리안을 기리기 위해 붙여진 이름이다. 레이디 줄리안 다리는 대형선박이 지나갈 수 있는 형태로 모트 맥도널드 그룹이 설계해 2009년에 완공한 선개교(swing bridge)의 전형이다.